# Nikolay Karpenko
Nikolay Nikolaevitch Karpenko (en russe : Николай Николаевич Карпенко), né le 10 août 1981 à Almaty, est un sauteur à ski kazakh.

## Biographie
En 2004-2005, pour sa première saison au niveau international, il se retrouve dans le top dix d'une épreuve de la Coupe continentale à Ramsau am Dachstein et prend notamment part aux Championnats du monde à Oberstdorf sur les deux concours par équipes seulement.
Il fait ses débuts en Coupe du monde en février 2006 à Willingen et marque ses premiers points en janvier 2007 à Garmisch-Partenkirchen avec une 19e place, meilleur résultat de sa carrière.
En 2006, il a aussi fait ses débuts aux Jeux olympiques à Turin, pour se classer 48e au grand tremplin et 12e par équipes. Quatre ans plus tard, lors des Jeux olympiques de Vancouver, il parvient à se qualifier en deuxième manche pour prendre la 29e place finale au petit tremplin.
Lors des Championnats du monde, il atteint deux fois le top 30, avec une 26e position au grand tremplin à Liberec en 2009 et une 30e place au petit tremplin à Oslo en 2011.
Aux Jeux asiatiques d'hiver de 2011, à Almaty, il remporte la médaille d'argent par équipes et la médaille de bronze au grand tremplin.
En 2012 et 2016, il fait une pause de sa carrière de sauteur.
S'il participe aux Championnats du monde 2017 (ses derniers) à Lahti, il ne peut se qualifier pour les Jeux olympiques de 2018 et prend donc alors sa retraite sportive.

## Palmarès

### Jeux olympiques
| Épreuve / Édition | Turin 2006 | Vancouver 2010 |
| Petit tremplin    |            | 29e            |
| Grand tremplin    | 48e        |                |
| Par équipes       | 12e        |                |

### Championnats du monde
| Épreuve / Édition | Épreuve / Édition | Oberstdorf 2005 | Sapporo 2007 | Liberec 2009 | Oslo 2011 | Lahti 2017 |
| Petit tremplin    | Petit tremplin    |                 | 48e          | 47e          | 30e       |            |
| Grand tremplin    | Grand tremplin    |                 | 36e          | 26e          | 46e       |            |
| Par équipes       | PT                | 11e             |              |              | 12e       |            |
| Par équipes       | GT                | 11e             | 11e          | 12e          | 10e       | 12e        |

### Championnats du monde de vol à ski
| Épreuve / Édition | Oberstdorf 2008 |
| Individuel        | 40e             |
| Par équipes       | 13e             |

### Coupe du monde
- Meilleur classement général : 58e en 2008.
- Meilleur résultat individuel : 19e.

#### Classements en Coupe du monde
| Année     | Classement général final |
| 2006-2007 | 71e                      |
| 2007-2008 | 58e                      |
| 2008-2009 | 66e                      |
| 2009-2010 | 82e                      |